# Battaglia di Arcadiopoli (970)
La battaglia di Arcadiopoli è stata una battaglia combattuta nel 970 tra un esercito bizantino condotto da Barda Sclero e un esercito Rus', quest'ultimo comprendente anche contingenti alleati Bulgari, Peceneghi e Magiari. Negli anni precedenti, il sovrano Rus' Sviatoslav aveva conquistato la Bulgaria, e stava ora minacciando di invadere la stessa Bisanzio. L'armata dei Rus' stava avanzando attraverso la Tracia proprio verso Costantinopoli quando si scontrò con l'armata di Sclero. Essendo in inferiorità numerica rispetto ai Rus', Sclero preparò un'imboscata e attaccò l'armata dei Rus' con una porzione della sua armata. I Bizantini poi finsero la ritirata, e riuscirono ad attirare il contingente pecenego nell'imboscata, mandandolo in rotta. Il resto dell'armata dei Rus' allora fu colto dal panico e fuggì, soffrendo pesanti perdite dagli inseguitori Bizantini. La battaglia fu importante in quanto permise all'imperatore bizantino Giovanni I Zimisce di guadagnare tempo per risolvere i problemi di instabilità interna e di allestire una consistente spedizione, che alla fine sconfisse Sviatoslav l'anno successivo.

## Contesto storico
Nel 965 o nel 966, un'ambasceria bulgara visitò l'Imperatore bizantino Niceforo II Foca (r. 963–969) a Costantinopoli per riscuotere il tributo annuale che era stato concordato tra le due potenze come prezzo della pace nel 927. Foca, sicuro della propria forza militare in seguito a una serie di successi contro gli Arabi in Oriente che avevano condotto alla riconquista di Creta, di Cipro e della Cilicia, rifiutò di versare il tributo, e fece maltrattare addirittura gli inviati, che subirono violenze fisiche. Il rifiuto di versare il tributo fu presto seguito da una prova di forza militare, inviando una piccola armata a espugnare diverse fortezze di frontiera bulgare in Tracia.

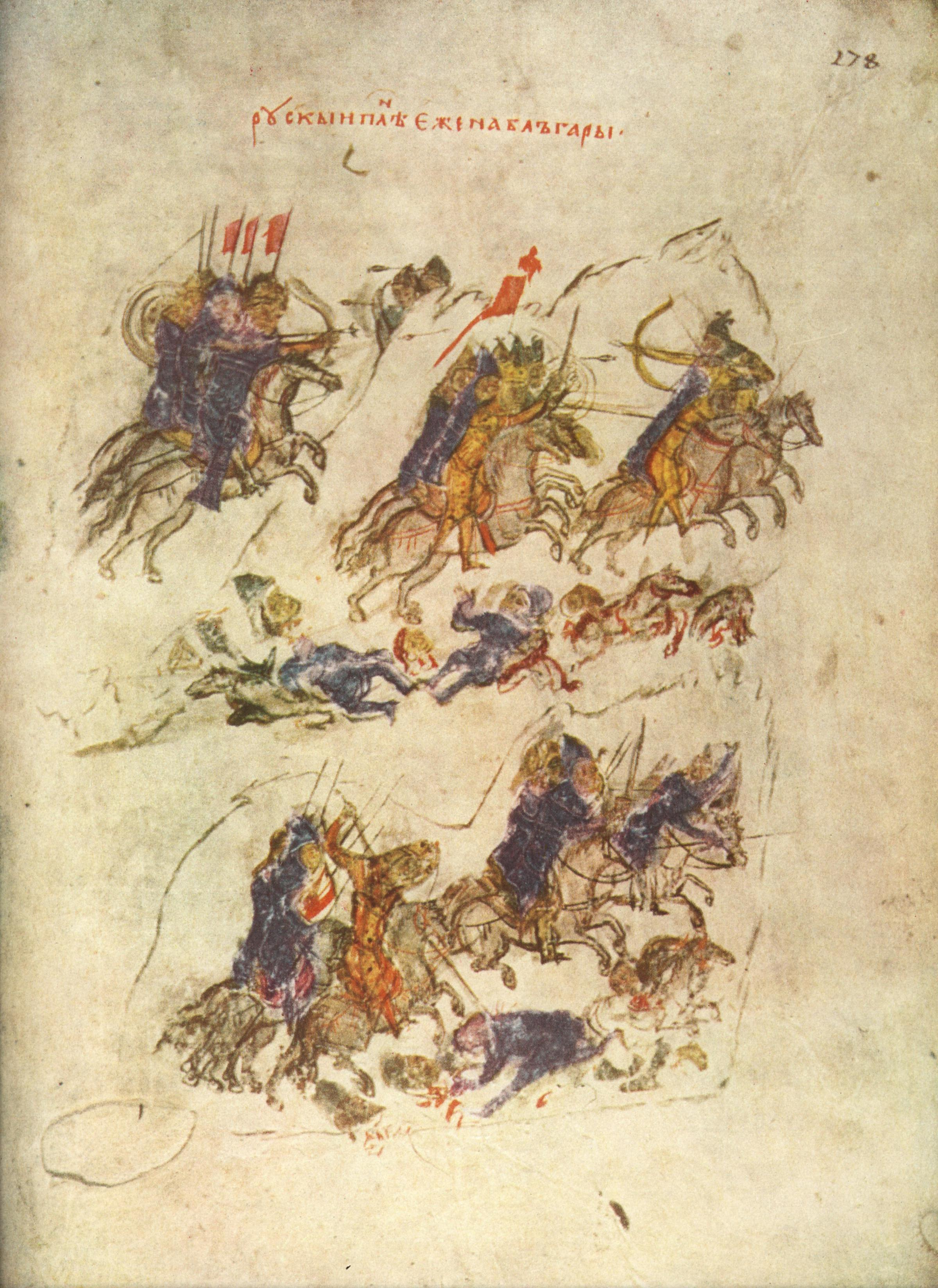
Sviatoslav invade la Bulgaria. Miniatura dalla Manasses Chronicle.

Essa costituiva un'evidente dichiarazione di guerra, ma le armate di Niceforo erano in gran parte impegnate in Oriente. Pertanto l'Imperatore fece ricorso al tradizionale espediente bizantino di sobillare una delle popolazioni residenti nell'odierna Ucraina contro la Bulgaria. Inviò pertanto un ambasciatore, il patrikios Kalokyros, a Sviatoslav, sovrano dei Rus' con il quale i Bizantini avevano mantenuto stretti contatti. Sviatoslav rispose entusiasticamente, e invase la Bulgaria nel 967 o nel 968 in un'incursione devastante, prima di ritornare in patria per difendere la sua capitale da un attacco dei Peceneghi. L'invasione costrinse il sovrano bulgaro, Pietro I, al tavolo delle trattative, accettando condizioni favorevoli a Bisanzio. Tuttavia, questo breve soggiorno risvegliò in Sviatoslav il desiderio di conquistare la Bulgaria e stabilirvi il proprio regno. Ritornò con un potente esercito nel luglio o agosto 969 e conquistò la Bulgaria entro pochi mesi.
Il piano di Niceforo era fallito: invece di ottenere la pace, il risultato fu che una nuova e formidabile minaccia era apparsa nei Balcani, e larga parte della nobiltà bulgara sembrò schierarsi a favore del principe dei Rus'. L'Imperatore, tuttavia, fu assassinato nel dicembre 969, e spettò al suo successore, Giovanni I Zimisce (r. 969–976), il compito di fronteggiare la minaccia dei Rus'. Sviatoslav aveva intenzione di invadere Bisanzio, e ai tentativi diplomatici da parte di Giovanni di negoziare la pace, rispose che in cambio di essa l'impero avrebbe dovuto cedergli tutti i suoi territori europei e ritirarsi in Asia Minore. Zimisce stesso era ancora intento a consolidare la propria posizione interna, resa instabile dall'opposizione della potente famiglia dei Foca e dei suoi aderenti, e delegò la guerra nei Balcani al proprio cognato, il Domestico delle Scholae Barda Sclero, e all'eunuco stratopedarchēs Pietro. Essi dovevano svernare in Tracia e allestire un esercito, inviando nel frattempo delle spie in modo da scoprire le intenzioni di Sviatoslav.
A tale notizia, una potente armata dei Rus', rinforzata da molti contingenti bulgari e da un contingente pecenego, fu inviata a sud della catena montuosa dei Balcani. Dopo aver saccheggiato l'ultima fortezza bulgara importante di Filippopoli (l'odierna Plovdiv), essi aggirarono la ben difesa città di Adrianopoli e si rivolsero verso Costantinopoli. Le dimensioni dell'armata dei Rus', e se comprendeva l'interezza delle armate di Sviatoslav o solo una parte, non è ben chiaro. Giovanni Scilitze, per esempio, implica che esso costituiva l'intera armata dei Rus', fornendo la cifra iperbolica di 308 000 uomini, mentre il contemporaneo Leone Diacono riporta che esso fosse semplicemente un distaccamento di "oltre 30 000 uomini"; invece, la russa Cronaca degli anni passati fornisce la cifra dell'intero esercito dei Rus' sotto Sviatoslav di circa 30 000 uomini, mentre asserisce che l'armata Rus' a Arcadiopoli comprendeva solo 10 000 soldati, e dovettero affrontare 100 000 Bizantini. È evidente, tuttavia, che i Bizantini erano in netta inferiorità numerica, e che l'armata dei Rus' ad Arcadiopoli comprendeva numeri significativi di Bulgari, oltre a contingenti alleati di Peceneghi e "Turchi" (ovvero Magiari).

## La battaglia

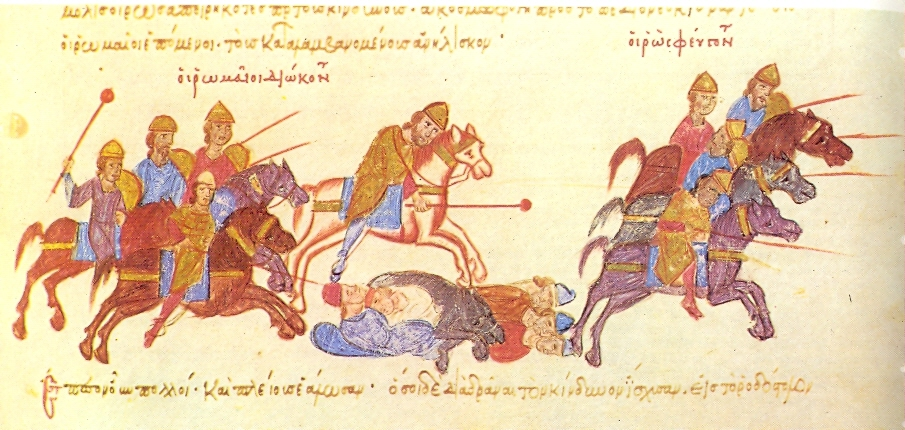
I Bizantini si lanciano all'inseguimento dei Rus' in fuga (miniatura dallo Scilitze di Madrid)

Sclero mise insieme rapidamente un'armata comprendente tra i diecimila e i dodicimila soldati e partì per fronteggiare i Rus'. Le due armate si scontrarono nei pressi di Arcadiopoli (moderna Lüleburgaz nella Tracia turca), a circa 80 km ad ovest di Costantinopoli. Le due fonti primarie bizantine differiscono sui preliminari della battaglia: Leone Diacono riporta che Sclero inviò un distaccamento di esploratori in avanguardia sotto il comando del patrikios Giovanni Alacaseo, e poi diede battaglia dopo solo un giorno, mentre invece la posteriore cronaca di Scilitze riporta che per alcuni giorni, Sclero con i suoi uomini rimasero dentro le mura di Arcadiopoli mentre i Rus' si erano accampati nelle sue vicinanze, e si rifiutarono di uscire fuori dalle mura e scontrarsi in battaglia nonostante le loro continue provocazioni a farlo. Secondo Scilitze, i Rus si convinsero rapidamente che l'esercito imperiale era troppo timoroso di affrontarli; conseguentemente si diedero al saccheggio delle campagne limitrofe, trascurando le difese del loro accampamento e trascorrendo le loro notti in divertimenti.
In ogni modo, Sclero alla fine uscì e divise la sua armata in tre gruppi: due divisioni furono collocate sulle foreste ai lati della strada che conduceva all'accampamento dei Rus' con il compito di tendere un'imboscata al nemico, mentre un'altra divisione, probabilmente comprendente all'incirca 2 000–3 000 soldati, fu posta sotto il suo comando (o sotto il comando di Alacaseo nel resoconto di Scilitze) e andò avanti per attaccare i Rus'. Il distaccamento bizantino entrò rapidamente in contatto con l'armata dei Rus', e caricò il contingente pecenego. I Bizantini eseguirono una ritirata graduale e ordinata, in alcuni momenti tornando a caricare gli inseguitori Peceneghi, che si erano in pratica separati dal grosso dell'armata Rus' per inseguire i Bizantini. Questo conflitto fu assai combattuto, e mise in evidenza la disciplina e la resistenza della piccola armata bizantina. Secondo Leone Diacono, a un certo punto uno dei Peceneghi caricò lo stesso Barda colpendo con la spada il suo elmetto, colpo che fu deflesso dal metallo senza provocare danno alcuno. Il fratello minore di Barda, Costantino accorse al suo salvataggio, uccidendo il pecenego.
Quando i due schieramenti raggiunsero il luogo dell'imboscata, al segnale di Barda le due divisioni bizantine nascoste per tendere l'imboscata attaccarono ai fianchi e alla retroguardia i Peceneghi. Tagliati fuori da ogni possibile soccorso e circondati, i Peceneghi, colti dal panico, cominciarono a fuggire. Uno dei loro comandanti provò a calmare i suoi uomini, ma fu attaccato e ucciso dallo stesso Barda Sclero. La perdita del comandante pecenego rese la battaglia una disfatta completa per l'esercito nemico, e il panico si diffuse anche nel contingente bulgaro che seguiva quello dei Peceneghi, che soffrì anch'esso pesanti perdite nel disordine generale. Le perdite bizantine nel corso della battaglia furono basse (Scilitze parla di 25 deceduti e Leone di 55) anche se persero molti cavalli a causa delle frecce peceneghe, mentre le perdite dell'armata Rus', anche se certamente più basse della cifra fornita da Leone di 20 000 caduti, erano comunque significative, probabilmente ammontando a diverse migliaia.

## Conseguenze
I Bizantini furono incapaci di sfruttare questa vittoria o inseguire i resti dell'armata Rus', in quanto Barda Foca si era rivoltato in Asia Minore. Barda Sclero e i suoi uomini furono di conseguenza richiamati in Asia Minore, mentre Sviatoslav richiamò le sue forze a nord dei Monti Balcani. Nella primavera dell'anno successivo, tuttavia, una volta repressa la rivolta di Foca, Zimisce stesso, alla testa della propria armata, invase la Bulgaria. I Bizantini espugnarono la capitale bulgara Preslav, catturando lo zar bulgaro Boris II, e confinarono i Rus' nella fortezza di Dorostolon (moderna Silistra). Dopo un tre mesi e una serie di battaglie di fronte alle mura cittadine, Sviatoslav firmò la resa e abbandonò la Bulgaria.